# Alexis Bœuf
Alexis Bœuf, född 4 mars 1986 i Chambéry, är en fransk skidskytt. Bœufs första pallplats i världscupen kom den 21 januari 2010 på distansen i Antholz-Anterselva då han slutade på tredje plats. Sammanlagt har Bœuf fyra pallplatser i världscupen (1 förstaplats, 1 andraplats och 2 tredjeplatser).
Bœuf vann jaktstarten över 12,5 km den 6 februari 2011, vilket innebar hans första världscupseger i karriären.